# Mark Aleksandrovitj Aldanov
Mark Aleksandrovitj Aldanov, född 1886 och död 1957, var en rysk skönlitterär och politisk författare.
Efter oktoberrevolutionen var han huvudsakligen bosatt i Paris. Aldanovs verk, mest historiska romaner med fint maskerade paralleller till nyare (1914-1924) förhållanden, utmärks av en viss skeptisk ironi. De var synnerligen populära bland ryssar utanför Sovjetunionen.

## Svenska översättningar
- Nionde thermidor (Devjatoe termidora (översättning E. Weer, Geber, 1924)
- Sankt Helena, liten ö (Svjataja Elena, malenʹkij ostrov) (översättning E. Weer, Geber, 1928)
- Nyckeln (Ključ) (översättning Ruth Wedin Rothstein, Geber, 1934)
- Flykten (Begstvo) (översättning Ruth Wedin Rothstein, Geber, 1936)
- Det femte inseglet (Načalo konca) (översättning (från engelska)[9] Hugo Hultenberg, Norstedt, 1944)